# Izi
Izi, egip. Isi (XXIV wiek p.n.e.) – nomarcha starożytnego Egiptu, zarządzający drugim nomem w Górnym Egipcie w czasie rządów faraona Tetiego (początek VI dynastii).
Urodził się za panowania faraona Izezi, zmarł w okresie panowania Pepiego I. Jako nomarcha drugiego nomu górnoegipskiego w czasie rządów faraona Tetiego, przebywał w Edfu – stolicy nomu, gdzie został pochowany. W epoce Średniego Państwa jego rodzinny grobowiec (prócz urzędnika pochowano tam również jego małżonkę i potomstwo), zbudowany w formie mastaby, stał się celem pielgrzymek, gdyż Izi został pośmiertnie ubóstwiony i oddawano mu cześć . Niejasna jest kwestia pełnienia przez Iziego innych urzędów. W inskrypcji na jednym z bloków jego grobowej jest zapis, iż był wezyrem, jednak współcześni badacze kwestionują to, sądząc, że prawdopodobnie może to być późniejszy dopisek, podnoszący znaczenie zmarłego. 
Grób Iziego odkryto w roku 1933, a w 1938 badała go polska ekspedycja archeologiczna Uniwersytetu Warszawskiego kierowana przez Kazimierza Michałowskiego. Dzięki umowom państwowym część kamiennych elementów mastaby Iziego przyznano Polsce i w tymże roku przewieziono do Warszawy, gdzie weszły w skład kolekcji Muzeum Narodowego. Największym z pozyskanych elementów są wykonane z piaskowca, ważące 2 tony, ślepe wrota (nr inw. 139944MNW), z wyobrażeniem postaci Iziego i jego rodziny oraz z tekstem hieroglificznym prezentującym życiorys nomarchy. O ile imiona i tytulatura zmarłego są standardem w ślepych wrotach, to wyjątkowe jest umieszczenie na nich inskrypcji z autobiografią zmarłego, która należy do najwcześniejszych znanych egiptologom.